# Società Subalpina di Imprese Ferroviarie
La Società Subalpina di Imprese Ferroviarie (SSIF) est une compagnie de chemin de fer coexploitant avec la Ferrovie Autolinee Regionali Ticinesi (FART) suisse la ligne de chemin de fer Domodossola-Locarno (Domodossola-Re-Intragna-Locarno).